# 東リ
東リ株式会社（とうリ、英: TOLI Corporation）は、床材、家庭用の壁紙、カーペット、カーテン、住宅建材を製造販売する会社である。兵庫県伊丹市に本社がある。戦前は山口財閥の唯一の生産企業であった。
社名の類似性から化学繊維メーカーの東レ株式会社と混同されることがある。両社に資本関係はないが、カーペット事業などで取引があり、ビジネス関係は深い。また他に、社名が類似している会社に東ソー株式会社や旧東邦レーヨン株式会社（現・東邦テナックス）がある。

## 歴史
1919年、元加賀藩士・寺西福吉の企業者活動をバックアップするため、山口財閥の関係者が発起人となり、株式の大部分を山口財閥が引き受け、資本金60万円で兵庫県川辺郡伊丹村（現伊丹市）で日本初の国産リノリウム（床材）を製造販売する「東洋リノリユーム株式会社」（とうようリノリューム、英：Toyo Linoleum Company.）として設立された。経営陣には社長を空席とし、常務取締役に寺西福吉、取締役に山口謙四郎、坂野兼通、菅谷元治、加藤小太郎、町田義夫らの山口財閥の人間が名を連ねた。
創業から4年半が経過した1923年下期から黒字に転換し、先進国並みの製品を生産できるようになる。1923年2月に常務取締役に就任し経営の実務を担当した山口半兵衛が海軍省や海軍工場を歴訪し、海軍は常にこの会社の製品市場において一定の役割を占めていた。
昭和期に入ると海軍の買い上げ量は拡大し、順調に発展する。その後は家庭・住宅用だけでなく列車や船舶などの業務用にも幅広く利用された。戦後リノリュームがビニルタイルなどに取って代わられるのに伴い、カーペット、壁紙、カーテンなどの家庭用インテリア製品の製造に転換。1970年代にリノリューム生産から撤退。1991年10月に一般的な呼称であった「東リ」に社名を変更。
2006年、三菱レイヨンからカーペット製造事業を譲り受け、タイルカーペット市場のシェア過半数を取得したと見られる。2011年10月にはアメリカのカーペット団体CRIが推進する環境ラベル「グリーンラベルプラス」を日本企業としては初めて取得。
本社敷地内には渡辺節の設計で創業翌年に竣工した木造2階建ての旧本館事務所を転用し、企業博物館として2019年に開館した登録有形文化財の東リ インテリア歴史館がある。
企業ロゴは、1968年に情熱の赤と誠実の青を半分ずつ下地に使い、その上に矢印を上向き（↑）にしたものに東リ（Toli）を重ね合わせたものが当初は使用され、1973年にこのマークの右側に縦書きで「東リ」と書かれたものが新たなシンボルマークとして採用された。1990年に現在の迷彩柄風のものに「TOLI」と描かれたものにリニューアルされた。
伊丹市に本社を置いていることから、伊丹市立文化会館の命名権を取得して「東リ いたみホール」という名称にしている。

## 提供番組

### 現在
- JNNフラッシュニュース（毎日放送のみ）
関西ローカルではあるが、2015年5月『賢者の選択』提供終了以来1年9ヶ月ぶりに提供番組が復活した[2]。映像はパネルカーペットの1シーンからサウンドロゴの「床材の総合メーカー東リ」へと続く。

- JNNニュース （土曜昼、TBSテレビのみ）
2017年4月1日より関東ローカルでCMを放送している[3]。

### 過去
- 東リクイズ・イエス・ノー（毎日放送制作・NETテレビ（現・テレビ朝日）系列） - 1974年10月 - 1975年3月は内容変更に伴い「五人抜きQ（クイズ）イエス・ノー」に改題。
東リ初の一社提供番組。後述の『アタック25』につながる。
放送当時、マリア・エリザベス（現：森マリア）によるCMがあり、CMの最後にはマリアが当時のキャッチフレーズ「オーイエース、その東リ（その通り）！」と叫んでいた。
- パネルクイズ アタック25（朝日放送テレビ制作・テレビ朝日系列）  - 1975年4月 - 1986年3月および1992年10月 - 2000年6月は「東リパネルクイズアタック25」。
元は「クイズ・イエス・ノー」の終了と、ネットチェンジによる大阪府の系列局変更に伴う、NET→テレビ朝日系の「東リ1社協賛枠」の継承枠であり、児玉清も、製作局や番組体裁を大幅に変わるも実質続投となった。
1975年4月から1986年3月まで一社提供→1986年4月 - 9月まで小林製薬と共同提供→1990年の途中（日興証券(現・SMBC日興証券)と日興投信(現・日興アセットマネジメント)が冠スポンサー）のサブスポンサー（30秒×1本→30秒×3本）→1992年10月 - 2000年6月まで冠スポンサー（30秒×3本）→2000年7月 - 2002年3月まで筆頭スポンサー（30秒×2本）→ 2007年4月1日放送分から2008年3月30日放送分までサブスポンサー（30秒×1本）。
一時期、シンキングタイムの際、解答者が取るパネルの両サイドに東リの当時の矢印型ロゴパネルが縦に並べられていた。シンキングタイムになるとこのロゴパネルが下から順に点灯してゆき、いちばん上のパネルがつくとシンキングタイム終了になっていた。この模様はオンエアでも中CM前には見ることができた。
なお、スポンサー降板後も2021年9月26日放送の最終回まで東リ製品がセットに使用されていた他、パネルカーペット「アタックシリーズ」も同番組にちなんで付けられた。
2010年には、司会を務めた俳優の児玉清による切り絵を使用したラグカーペットを発売している。
CMに関しては、2012年10月頃まで自社のウェブサイト上で見る事が可能だった（2007年4月1日放送分から2008年3月30日放送分までの「パネルクイズ アタック25」に流れたCM）。
2000年頃には、タレントの麻木久仁子を起用した「カーテンは東リ」のCMがあった。
『アタック25』の司会を36年間にわたり[4]務めた児玉清が2011年5月16日に満77歳で没した際には、企業サイト内でPDFにて哀悼の旨を掲載した[5]。
- 素敵にドキュメント（朝日放送テレビ制作・テレビ朝日系列）
- 朝だ!生です旅サラダ（朝日放送テレビ制作・テレビ朝日系列） - 2006年4月から9月まで提供、ただ、現在もセットに東リ製品が使用されている[要出典]。
- 人生の楽園スペシャル2007（テレビ朝日系列、2007年1月3日）
- 全日本大学女子駅伝（朝日放送テレビ制作・テレビ朝日系列、1999年）
- 賢者の選択 Leaders（BS12） - 2015年2月15日から3カ月間
東リファブリックフロアのCM（60秒）を流していた。なお、このCMは東リのウェブサイトからでも閲覧可能である。

## 提供クレジット・提供読み
- 床材の総合メーカー東洋リノリユーム
- 人・生活・空間を演出する東リ
- 住まいのインテリアをトータルに提案する東リ株式会社
- 喜びを敷き詰める東リ

## 不祥事

### 偽装請負問題
同社の工場で請負の形で勤務していた男性5人（その後解雇）が、勤務実態が偽装請負だったとして、神戸地方裁判所に訴訟を提起。神戸地裁は訴えを退けたが、二審の大阪高等裁判所は2021年11月4日に、同社が請負会社の責任者を通して具体的な作業手順を指示していたと認定した上で、「請負としての実態が無く、脱法行為であることは明らかである」として偽装請負を認め、労働者派遣法に基づき、「東リは直接雇用契約の申し込みをした」と見做し、解雇後の賃金約27万円の支払いを命じる逆転判決を言い渡した。